# Блай, Эдвард, 2-й граф Дарнли
Эдвард Блай, 2-й граф Дарнли (англ. Edward Bligh, 2nd Earl of Darnley; 9 ноября 1715 — 22 июля 1747) — англо-ирландский пэр, лорд поместья Кобэм в Кенте.

## Биография
Родился 9 ноября 1715 года. Старший сын Джона Блая, 1-го графа Дарнли (1687—1728), и леди Теодосии Хайд, баронессы Клифтон (1695—1722). Он получил образование в Вестминстерской школе и в Женеве.
30 июля 1722 года после смерти своей матери Эдвард Блай унаследовал титул 11-го барона Клифтона из Лейтона Бромсуолда (Пэрство Англии). 12 сентября 1728 года после смерти своего отца он унаследовал титулы 2-го графа Дарнли в графстве Мит (Пэрство Ирландии), 2-го виконта Дарнли из Атбоя в графстве Мит (Пэрство Ирландии) и 2-го барона Клифтона из Ратмора в графстве Мит (Пэрство Ирландии).
Великий мастер Первой великой ложи Англии (1737—1738), член Королевского общества (1737). В 1742—1747 годах граф Дарнли занимал должность лорда опочивальни принца Уэльского.
Принадлежал к партии вигов, которые под руководством Уильяма Палтни, 1-го графа Бата, выступали против кабинета министров Роберта Уолпола.
Он не был женат, но считается, что он был любовником ирландской актрисы Маргарет Уоффингтон.
Согласно Погребальной книге Вестминстерского аббатства и Burke’s Peerage, Лорд Дарнли скончался в Кобэм-холле, семейной резиденции, и был похоронен в Вестминстерском аббатстве 1 августа 1747 года в возрасте 31 года. Ему наследовал его младший брат, Джон Блай, 3-й граф Дарнли.